# Andrena dunningi
Andrena dunningi är en biart som beskrevs av Cockerell 1898. Andrena dunningi ingår i släktet sandbin, och familjen grävbin. Inga underarter finns listade i Catalogue of Life.